# Ramzy al-Duhami
Ramzy al-Duhami (arabe : رمزي الدهامي), né le 5 janvier 1972 à Riyad, est un cavalier de saut d'obstacles saoudien.

## Carrière
Il est médaillé de bronze de saut d'obstacles par équipes aux Jeux olympiques de Londres en 2012 avec le prince Abdullah ben Mutaib al-Saoud, Kamal Bahamdan et Abdullah al-Sharbatly, terminant avec un total de 13 fautes. Il s'agit de la première médaille d'équitation par équipe de l'histoire de l'Arabie saoudite aux Jeux olympiques.
Il est nommé porte-drapeau de la délégation saoudienne aux Jeux olympiques d'été de 2024 à Paris aux côtés de la taekwondoïste Dunya Abutaleb.